# غرب اليونان
إقليم غرب اليونان هو أحد أقاليم اليونان.